# Daniel Nestor
Daniel Mark Nestor CM (Danijel Nestorović en serbi, nascut a Belgrad, Iugoslàvia, 4 de setembre de 1972) és un jugador professional de tennis nacionalitzat canadenc. Ha destacat especialment en la modalitat de dobles, especialitat en la qual arribà a ocupar el primer lloc del rànquing l'any 2002 i que ha ocupat durant 108 setmanes.
Durant la seva carrera ha guanyat un total de 91 títols de dobles (amb 9 parelles diferents), convertint-lo en el tercer tennista amb més títols de dobles de la història. Entre els títols que s'hi inclouen la medalla d'or als Jocs Olímpics d'estiu de 2000, 8 Grand Slams en dobles i 4 en mixtos. Junt als germans Bob i Mike són els únics tennistes que han guanyat tots els títols més importants del circuit: els quatre Grand Slams, els torneigs Masters, el Masters Cup i la medalla d'or olímpica.

## Biografia
Nestor va néixer a Belgrad (Iugoslàvia) amb el nom de Danijel Nestorović, però la seva família es va traslladar al Canadà quan tenia només quatre anys (1976) i es van establir a Toronto.
El juliol de 2005 es va casar amb Nataša Gavrilović i tingueren una filla de nom Tiana Alexis (15 de desembre de 2008). La parella va establir la seva residència a les Bahames.
El novembre de 2010 fou guardonada amb l'Orde del Canadà i fou reconegut amb una estrella en el passeig de la fama del Canadà l'1 d'octubre de 2011.

## Torneigs de Grand Slam

### Dobles: 17 (8−9)
| Resultat  | Núm. | Any  | Torneig              | Parella        | Oponents                             | Marcador                    |
| --------- | ---- | ---- | -------------------- | -------------- | ------------------------------------ | --------------------------- |
| Finalista | 1.   | 1995 | Open d'Austràlia     | Mark Knowles   | Jared Palmer Richey Reneberg         | 3−6, 6−3, 3−6, 2−6          |
| Finalista | 2.   | 1998 | Roland Garros        | Mark Knowles   | Jacco Eltingh Paul Haarhuis          | 3−6, 6−3, 3−6               |
| Finalista | 3.   | 1998 | US Open              | Mark Knowles   | Cyril Suk Sandon Stolle              | 6−4, 6−7, 2−6               |
| Guanyador | 1.   | 2002 | Open d'Austràlia     | Mark Knowles   | Michaël Llodra Fabrice Santoro       | 7−6(4), 6−3                 |
| Finalista | 4.   | 2002 | Roland Garros (2)    | Mark Knowles   | Paul Haarhuis Ievgueni Kàfelnikov    | 5−7, 4−6                    |
| Finalista | 5.   | 2002 | Wimbledon            | Mark Knowles   | Jonas Bjorkman Todd Woodbridge       | 1−6, 2−6, 7−6(6), 5−7       |
| Finalista | 6.   | 2003 | Open d'Austràlia (2) | Mark Knowles   | Michaël Llodra Fabrice Santoro       | 4−6, 6−3, 3−6               |
| Guanyador | 2.   | 2004 | US Open              | Mark Knowles   | Leander Paes David Rikl              | 6−3, 6−3                    |
| Guanyador | 3.   | 2007 | Roland Garros        | Mark Knowles   | Lukáš Dlouhý Pavel Vizner            | 2−6, 6−3, 6−4               |
| Finalista | 7.   | 2008 | Roland Garros (3)    | Nenad Zimonjić | Pablo Cuevas Luis Horna              | 2−6, 3−6                    |
| Guanyador | 4.   | 2008 | Wimbledon            | Nenad Zimonjić | Jonas Bjorkman Kevin Ullyett         | 7−6(12), 6−7(3), 6−3, 6−3   |
| Guanyador | 5.   | 2009 | Wimbledon (2)        | Nenad Zimonjić | Bob Bryan Mike Bryan                 | 7−6(7), 6−7(3), 7−6(3), 6−3 |
| Finalista | 8.   | 2010 | Open d'Austràlia (3) | Nenad Zimonjić | Bob Bryan Mike Bryan                 | 3−6, 7−6(5), 3−6            |
| Guanyador | 6.   | 2010 | Roland Garros (2)    | Nenad Zimonjić | Lukáš Dlouhý Leander Paes            | 7−5, 6−2                    |
| Guanyador | 7.   | 2011 | Roland Garros (3)    | Maks Mirni     | Juan Sebastián Cabal Eduardo Schwank | 7−6(3), 3−6, 6−4            |
| Guanyador | 8.   | 2012 | Roland Garros (4)    | Maks Mirni     | Bob Bryan Mike Bryan                 | 6−4, 6−4                    |
| Finalista | 9.   | 2016 | Open d'Austràlia (4) | Radek Štěpánek | Jamie Murray Bruno Soares            | 6−2, 4−6, 5−7               |

### Dobles mixts: 9 (4−5)
| Resultat  | Núm. | Any  | Torneig              | Parella              | Oponents                          | Marcador         |
| --------- | ---- | ---- | -------------------- | -------------------- | --------------------------------- | ---------------- |
| Finalista | 1.   | 2003 | US Open              | Lina Krasnoroutskaya | Katarina Srebotnik Bob Bryan      | 7−5, 5−7, [5−10] |
| Finalista | 2.   | 2006 | Open d'Austràlia     | Elena Likhovtseva    | Martina Hingis Mahesh Bhupathi    | 3−6, 3−6         |
| Finalista | 3.   | 2006 | Roland Garros        | Elena Likhovtseva    | Katarina Srebotnik Nenad Zimonjić | 3−6, 4−6         |
| Guanyador | 1.   | 2007 | Open d'Austràlia     | Elena Likhovtseva    | Viktória Azàrenka Maks Mirni      | 6−4, 6−4         |
| Guanyador | 2.   | 2011 | Open d'Austràlia (2) | Katarina Srebotnik   | Yung-Jan Chan Paul Hanley         | 6−3, 3−6, [10−7] |
| Finalista | 4.   | 2013 | Roland Garros        | Kristina Mladenovic  | Lucie Hradecká František Čermák   | 6−1, 4−6, [6−10] |
| Guanyador | 3.   | 2013 | Wimbledon            | Kristina Mladenovic  | Lisa Raymond Bruno Soares         | 5−7, 6−2, 8−6    |
| Guanyador | 4.   | 2014 | Open d'Austràlia (3) | Kristina Mladenovic  | Sania Mirza Horia Tecău           | 6−3, 6−2         |
| Finalista | 5.   | 2015 | Open d'Austràlia (2) | Kristina Mladenovic  | Martina Hingis Leander Paes       | 4−6, 3−6         |

## Jocs Olímpics

### Dobles
| Any  | Campionat                        | Parella          | Oponents                       | Resultat              |
| ---- | -------------------------------- | ---------------- | ------------------------------ | --------------------- |
| 2000 | Jocs Olímpics, Sydney, Austràlia | Sébastien Lareau | Todd Woodbridge Mark Woodforde | 5−7, 6−3, 6−4, 7−6(2) |

## Carrera esportiva
Nestor va guanyar el primer títol de dobles de la seva carrera l'any 1994 amb Mark Knowles a Bogotà.
Ha guanyat els tres primers Grand Slams de dobles masculins el tennista de les Bahames Mark Knowles, la parella amb qui ha jugat més partits en la seva trajectòria. Posteriorment va guanyar tres títols més amb el serbi Nenad Zimonjić i dos més amb el belarús Max Mirnyi. També ha guanyat quatre títols de la Copa Masters (2007, 2008, 2010 i 2011) amb les mateixes parelles. En dobles mixtos va guanyar quatre títols de Grand Slam amb Elena Likhovtseva, Katarina Srebotnik i Kristina Mladenovic (2).
Durant la seva carrera ha defensat l'equip canadenc de Copa Davis en gairebé cinquanta eliminatòries. Si bé individualment va disputar diverses eliminatòries amb quinze victòries i derrotes, la majoria de participacions han estat en dobles amb més de 30 victòries. Cal destacar que va participar en l'eliminatòria més important que ha disputat l'equip canadenc en la seva història a les semifinals del Grup Mundial l'any 2013, amb la col·laboració de Milos Raonic.
Va participar, als 23 anys, en els Jocs Olímpics d'Estiu de 1996 realitzats a Atlanta (Estats Units), on finalitzà 33è en la prova individual masculina i novè en la prova de dobles, fent parella amb Grant Connell. En els Jocs Olímpics d'Estiu del 2000 realitzats a Sydney (Austràlia) finalitzà novè en la prova individual i aconseguí guanyar la medalla d'or en la prova de dobles fent parella amb Sébastien Lareau, i derrotant a la final la parella australiana i favorita Todd Woodbridge i Mark Woodforde. En els Jocs Olímpics d'Estiu de 2004 realitzats a Atenes (Grècia) finalitzà novè en el competició de dobles al costat de Lareau, i en els Jocs Olímpics d'Estiu de 2008 realitzats a Pequín (Xina) fou dissetè al costat de Fred Niemeyer.
A inicis de 2011 va aconseguir la seva victòria número 783 que li va permetre encapçalar la llista de tennistes amb més victòries de dobles. A final d'any, també va superar el rècord de 1148 partits de dobles disputats. Amb la victòria a Brisbane de 2014 va allargar la seva ratxa de 21 temporades consecutives guanyant com a mínim un títol de dobles.

## Palmarès: 95 (0−91−4)

### Dobles: 149 (91−58)
| Llegenda (pre/post 2009)                                   |
| ---------------------------------------------------------- |
| Grand Slams (8−8)                                          |
| Jocs Olímpics Or (1)                                       |
| Tennis Masters Cup / ATP Finals (4−2)                      |
| ATP Masters Series / ATP World Tour Masters 1000 (28−19)   |
| ATP International Series Gold / ATP World Tour 500 (20−11) |
| ATP International Series / ATP World Tour 250 (30−18)      |

| Títols per superfície |
| --------------------- |
| Dura (56−36)          |
| Gespa (8−4)           |
| Terra batuda (23−13)  |
| Moqueta (4−5)         |

| Resultat  | Núm. | Data                   | Torneig                                              | Superfície   | Parella                | Oponents en la final                 | Marcador                    |
| --------- | ---- | ---------------------- | ---------------------------------------------------- | ------------ | ---------------------- | ------------------------------------ | --------------------------- |
| Guanyador | 1.   | 14 d'abril de 1994     | Bogotà, Colòmbia                                     | Terra batuda | Mark Knowles           | Luke Jensen Murphy Jensen            | 6−4, 7−6(5)                 |
| Finalista | 1.   | 16 de gener de 1995    | Open d'Austràlia, Austràlia                          | Dura         | Mark Knowles           | Jared Palmer Richey Reneberg         | 3−6, 6−3, 3−6, 2−6          |
| Finalista | 2.   | 7 d'agost de 1995      | Cincinnati, Estats Units                             | Dura         | Mark Knowles           | Todd Woodbridge Mark Woodforde       | 2−6, 0−3, retirada          |
| Guanyador | 2.   | 21 d'agost de 1995     | Indianapolis, Estats Units                           | Dura         | Mark Knowles           | Scott Davis Todd Martin              | 6−3, 7−5                    |
| Guanyador | 3.   | 8 de gener de 1996     | Doha, Qatar                                          | Dura         | Mark Knowles           | Jacco Eltingh Paul Haarhuis          | 7−6(3), 6−3                 |
| Guanyador | 4.   | 26 de febrer de 1996   | Memphis, Estats Units                                | Dura (i)     | Mark Knowles           | Todd Woodbridge Mark Woodforde       | 6−4, 7−5                    |
| Guanyador | 5.   | 13 de maig de 1996     | Hamburg, Alemanya                                    | Terra batuda | Mark Knowles           | Guy Forget Jakob Hlasek              | 6−2, 6−4                    |
| Finalista | 3.   | 10 de juny de 1996     | Rosmalen, Països Baixos                              | Gespa        | Anders Järryd          | Paul Kilderry Pavel Vízner           | 5−7, 3−6                    |
| Guanyador | 6.   | 12 d'agost de 1996     | Cincinnati                                           | Dura         | Mark Knowles           | Sandon Stolle Cyril Suk              | 6−2, 7−5                    |
| Finalista | 4.   | 19 d'agost de 1996     | Mont-real, Canadà                                    | Dura         | Mark Knowles           | Patrick Galbraith Paul Haarhuis      | 6−7, 3−6                    |
| Finalista | 5.   | 17 de febrer de 1997   | San Jose, Estats Units                               | Dura (i)     | Mark Knowles           | Brian MacPhie Gary Muller            | 6−4, 6−7, 5−7               |
| Guanyador | 7.   | 17 de març de 1997     | Indian Wells, Estats Units                           | Dura         | Mark Knowles           | Mark Philippoussis Patrick Rafter    | 7−5, 6−4                    |
| Finalista | 6.   | 24 de març de 1997     | Miami, Estats Units                                  | Dura         | Mark Knowles           | Todd Woodbridge Mark Woodforde       | 4−6, 6−3, 3−6               |
| Guanyador | 8.   | 19 de maig de 1997     | Roma, Itàlia                                         | Terra batuda | Mark Knowles           | Byron Black Alex O'Brien             | 6−3, 4−6, 7−5               |
| Finalista | 7.   | 19 de gener de 1998    | Sydney, Austràlia                                    | Dura         | Jacco Eltingh          | Todd Woodbridge Mark Woodforde       | 3−6, 5−7                    |
| Guanyador | 9.   | 20 d'abril de 1998     | Tòquio, Japó                                         | Dura (i)     | Sébastien Lareau       | Olivier Delaître Stefano Pescosolido | 6−4, 3−6, 6−4               |
| Finalista | 8.   | 25 de maig de 1998     | Roland Garros, França                                | Terra batuda | Mark Knowles           | Jacco Eltingh Paul Haarhuis          | 3−6, 3−6, 3−6               |
| Finalista | 9.   | 22 de juny de 1998     | Nottingham, Regne Unit                               | Gespa        | Sébastien Lareau       | Justin Gimelstob Byron Talbot        | 5−7, 7−6, 4−6               |
| Guanyador | 10.  | 17 d'agost de 1998     | Cincinnati (2)                                       | Dura         | Mark Knowles           | Olivier Delaître Fabrice Santoro     | 6−1, 2−1, retirada          |
| Finalista | 10.  | 24 d'agost de 1998     | Indianapolis                                         | Dura         | Mark Knowles           | Jiří Novák David Rikl                | 2−6, 6−7                    |
| Finalista | 11.  | 31 d'agost de 1998     | US Open, Estats Units                                | Dura         | Mark Knowles           | Sandon Stolle Cyril Suk              | 6−4, 6−7, 2−6               |
| Finalista | 12.  | 16 de novembre de 1998 | ATP World Tour Championships, Hartford, Estats Units | Moqueta      | Mark Knowles           | Jacco Eltingh Paul Haarhuis          | 4−6, 2−6, 5−7               |
| Guanyador | 11.  | 18 de gener de 1999    | Sydney                                               | Dura         | Sébastien Lareau       | Patrick Galbraith Paul Haarhuis      | 6−3, 6−4                    |
| Guanyador | 12.  | 11 d'octubre de 1999   | Xangai, Xina                                         | Dura         | Sébastien Lareau       | Todd Woodbridge Mark Woodforde       | 7−5, 6−3                    |
| Guanyador | 13.  | 7 d'agost de 2000      | Toronto                                              | Dura         | Sébastien Lareau       | Joshua Eagle Andrew Florent          | 6−3, 7−6(3)                 |
| Guanyador | 14.  | 2 d'octubre de 2000    | Jocs Olímpics, Sydney, Austràlia                     | Dura         | Sébastien Lareau       | Todd Woodbridge Mark Woodforde       | 5−7, 6−3, 6−4, 7−6(2)       |
| Guanyador | 15.  | 13 de novembre de 2000 | Sant Petersburg, Rússia                              | Dura (i)     | Kevin Ullyett          | Thomas Shimada Myles Wakefield       | 7−6(5), 7−5                 |
| Finalista | 13.  | 20 de novembre de 2000 | París, França                                        | Moqueta (i)  | Paul Haarhuis          | Nicklas Kulti Maks Mirni             | 4−6, 5−7                    |
| Guanyador | 16.  | 27 de novembre de 2000 | Estocolm, Suècia                                     | Dura (i)     | Mark Knowles           | Petr Pála Pavel Vízner               | 6−3, 6−2                    |
| Guanyador | 17.  | 8 de gener de 2001     | Doha (2)                                             | Dura         | Mark Knowles           | Joan Balcells Andrei Olkhovski       | 6−3, 6−1                    |
| Guanyador | 18.  | 15 de gener de 2001    | Sydney (2)                                           | Dura         | Sandon Stolle          | Jonas Björkman Todd Woodbridge       | 2−6, 7−6(4), 7−6(5)         |
| Finalista | 14.  | 4 de març de 2001      | Dubai, Emirats Àrabs Units                           | Dura         | Nenad Zimonjić         | Joshua Eagle Sandon Stolle           | 4−6, 4−6                    |
| Finalista | 15.  | 7 de maig de 2001      | Roma                                                 | Terra batuda | Sandon Stolle          | Wayne Ferreira Ievgueni Kàfelnikov   | 4−6, 6−7(6)                 |
| Finalista | 16.  | 14 de maig de 2001     | Hamburg                                              | Terra batuda | Sandon Stolle          | Jonas Björkman Todd Woodbridge       | 6−7(2), 6−3, 3−6            |
| Guanyador | 19.  | 18 de juny de 2001     | Halle, Alemanya                                      | Gespa        | Sandon Stolle          | Maks Mirni Patrick Rafter            | 6−4, 6−7(5), 6−1            |
| Guanyador | 20.  | 15 d'octubre de 2001   | Lió, França                                          | Moqueta (i)  | Nenad Zimonjić         | Arnaud Clément Sébastien Grosjean    | 6−1, 6−2                    |
| Guanyador | 21.  | 28 de gener de 2002    | Open d'Austràlia                                     | Dura         | Mark Knowles           | Michaël Llodra Fabrice Santoro       | 7−6(4), 6−3                 |
| Finalista | 17.  | 25 de febrer de 2002   | Rotterdam, Països Baixos                             | Dura (i)     | Mark Knowles           | Roger Federer Maks Mirni             | 6−4, 3−6, [4−10]            |
| Guanyador | 22.  | 4 de març de 2002      | Dubai                                                | Dura         | Mark Knowles           | Joshua Eagle Sandon Stolle           | 3−6, 6−3, [13−11]           |
| Finalista | 18.  | 11 de març de 2002     | Scottsdale, Estats Units                             | Dura         | Mark Knowles           | Bob Bryan Mike Bryan                 | 5−7, 6−7(6)                 |
| Guanyador | 23.  | 18 de març de 2002     | Indian Wells (2)                                     | Dura         | Mark Knowles           | Roger Federer Maks Mirni             | 6−4, 6−4                    |
| Guanyador | 24.  | 1 d'abril de 2002      | Miami                                                | Dura         | Mark Knowles           | Donald Johnson Jared Palmer          | 4−6, 7−6(6), 6−2            |
| Finalista | 19.  | 27 de maig de 2002     | Roland Garros (2)                                    | Terra batuda | Mark Knowles           | Paul Haarhuis Ievgueni Kàfelnikov    | 5−7, 4−6                    |
| Finalista | 20.  | 24 de juny de 2002     | Wimbledon, Regne Unit                                | Gespa        | Mark Knowles           | Jonas Björkman Todd Woodbridge       | 1−6, 2−6, 7−6(6), 5−7       |
| Finalista | 21.  | 29 de juliol de 2002   | Toronto (2)                                          | Dura         | Mark Knowles           | Bob Bryan Mike Bryan                 | 6−4, 6−7(1), 3−6            |
| Guanyador | 25.  | 19 d'agost de 2002     | Indianapolis (2)                                     | Dura         | Mark Knowles           | Mahesh Bhupathi Maks Mirni           | 4−6, 7−6(3), 6−4            |
| Finalista | 22.  | 14 d'agost de 2002     | Lió                                                  | Moqueta (i)  | Mark Knowles           | Wayne Black Kevin Ullyett            | 4−6, 6−3, 6−7(3)            |
| Guanyador | 26.  | 21 d'octubre de 2002   | Madrid, Espanya                                      | Dura (i)     | Mark Knowles           | Mahesh Bhupathi Maks Mirni           | 6−4, 6−3                    |
| Finalista | 23.  | 28 d'octubre de 2002   | Basilea, Suïssa                                      | Moqueta (i)  | Mark Knowles           | Bob Bryan Mike Bryan                 | 6−7(1), 5−7                 |
| Finalista | 24.  | 6 de gener de 2003     | Doha                                                 | Dura         | Mark Knowles           | Martin Damm Cyril Suk                | 4−6, 6−7(8)                 |
| Finalista | 25.  | 13 de gener de 2003    | Open d'Austràlia (2)                                 | Dura         | Mark Knowles           | Michaël Llodra Fabrice Santoro       | 4−6, 6−3, 3−6               |
| Guanyador | 27.  | 24 de febrer de 2003   | Memphis (2)                                          | Dura (i)     | Mark Knowles           | Bob Bryan Mike Bryan                 | 6−2, 7−6(3)                 |
| Guanyador | 28.  | 3 de març de 2003      | Acapulco, Mèxic                                      | Terra batuda | Mark Knowles           | David Ferrer Fernando Vicente        | 6−3, 6−3                    |
| Guanyador | 29.  | 28 d'abril de 2003     | Houston, Estats Units                                | Terra batuda | Mark Knowles           | Jan-Michael Gambill Graydon Oliver   | 6−4, 6−3                    |
| Guanyador | 30.  | 19 de maig de 2003     | Hamburg (2)                                          | Terra batuda | Mark Knowles           | Mahesh Bhupathi Maks Mirni           | 6−4, 7−6(10)                |
| Guanyador | 31.  | 16 de juny de 2003     | Queen's, Regne Unit                                  | Gespa        | Mark Knowles           | Mahesh Bhupathi Maks Mirni           | 6−3, 6−4                    |
| Guanyador | 32.  | 27 d'octubre de 2003   | Basilea                                              | Moqueta (i)  | Mark Knowles           | Arnold Ker Mariano Hood              | 6−4, 6−2                    |
| Guanyador | 33.  | 1 de març de 2004      | Marsella, França                                     | Dura (i)     | Mark Knowles           | Martin Damm Cyril Suk                | 7−5, 6−3                    |
| Guanyador | 34.  | 3 de maig de 2004      | Barcelona, Espanya                                   | Terra batuda | Mark Knowles           | Mariano Hood Sebastián Prieto        | 6−3, 6−2                    |
| Finalista | 26.  | 14 de juny de 2004     | Queen's                                              | Gespa        | Mark Knowles           | Bob Bryan Mike Bryan                 | 4−6, 4−6                    |
| Guanyador | 35.  | 9 d'agost de 2004      | Cincinnati (3)                                       | Dura         | Mark Knowles           | Jonas Björkman Todd Woodbridge       | 7−6(5), 6−3                 |
| Guanyador | 36.  | 13 de setembre de 2004 | US Open                                              | Dura         | Mark Knowles           | Leander Paes David Rikl              | 6−3, 6−3                    |
| Guanyador | 37.  | 25 d'octubre de 2004   | Madrid (2)                                           | Dura (i)     | Mark Knowles           | Bob Bryan Mike Bryan                 | 6−3, 6−4                    |
| Finalista | 27.  | 24 de febrer de 2005   | Marsella                                             | Dura (i)     | Mark Knowles           | Martin Damm Radek Štěpánek           | 6−7(4), 6−7(5)              |
| Guanyador | 38.  | 21 de març de 2005     | Indian Wells (3)                                     | Dura         | Mark Knowles           | Wayne Arthurs Paul Hanley            | 7−6(6), 7−6(2)              |
| Guanyador | 39.  | 25 d'abril de 2005     | Houston (2)                                          | Terra batuda | Mark Knowles           | Martín García Luis Horna             | 6−3, 6−4                    |
| Guanyador | 40.  | 17 d'octubre de 2005   | Viena, Àustria                                       | Dura (i)     | Mark Knowles           | Jonathan Erlich Andy Ram             | 6−3, 6−4(2)                 |
| Guanyador | 41.  | 24 d'octubre de 2005   | Madrid (3)                                           | Dura (i)     | Mark Knowles           | Leander Paes Nenad Zimonjić          | 3−6, 6−3, 6−2               |
| Finalista | 28.  | 31 d'octubre de 2005   | París (2)                                            | Moqueta (i)  | Mark Knowles           | Bob Bryan Mike Bryan                 | 4−6, 7−6(3), 4−6            |
| Guanyador | 42.  | 6 de febrer de 2006    | Delray Beach, Estats Units                           | Dura         | Mark Knowles           | Chris Haggard Wesley Moodie          | 6−2, 6−3                    |
| Finalista | 29.  | 20 de febrer de 2006   | Marsella (2)                                         | Dura (i)     | Mark Knowles           | Martin Damm Radek Štěpánek           | 2−6, 7−6(4), [3−10]         |
| Finalista | 30.  | 6 de març de 2006      | Dubai (2)                                            | Dura         | Mark Knowles           | Paul Hanley Kevin Ullyett            | 6−1, 2−6, [1−10]            |
| Guanyador | 43.  | 20 de març de 2006     | Indian Wells (4)                                     | Dura         | Mark Knowles           | Bob Bryan Mike Bryan                 | 6−4, 6−4                    |
| Guanyador | 44.  | 1 de maig de 2006      | Barcelona (2)                                        | Terra batuda | Mark Knowles           | Mariusz Fyrstenberg Marcin Matkowski | 6−7(5), 6−3, [10−5]         |
| Guanyador | 45.  | 15 de maig de 2006     | Roma (2)                                             | Terra batuda | Mark Knowles           | Jonathan Erlich Andy Ram             | 4−6, 6−4, [10−6]            |
| Finalista | 31.  | 22 de maig de 2006     | Hamburg (2)                                          | Terra batuda | Mark Knowles           | Paul Hanley Kevin Ullyett            | 6−4, 6−7(5), [4−10]         |
| Finalista | 32.  | 16 d'octubre de 2006   | Madrid                                               | Dura (i)     | Mark Knowles           | Bob Bryan Mike Bryan                 | 5−7, 4−6                    |
| Guanyador | 46.  | 30 d'octubre de 2006   | Basilea (2)                                          | Moqueta (i)  | Mark Knowles           | Mariusz Fyrstenberg Marcin Matkowski | 4−6, 6−4, [10−8]            |
| Finalista | 33.  | 13 de novembre de 2006 | ATP World Tour Finals, Xangai, Xina (2)              | Dura         | Mark Knowles           | Jonas Björkman Maks Mirni            | 2−6, 4−6                    |
| Finalista | 34.  | 15 de gener de 2007    | Sydney (2)                                           | Dura         | Mark Knowles           | Paul Hanley Kevin Ullyett            | 4−6, 7−6(3), [6−10]         |
| Finalista | 35.  | 19 de febrer de 2007   | Marsella (3)                                         | Dura (i)     | Mark Knowles           | Arnaud Clément Michaël Llodra        | 5−7, 6−4, [8−10]            |
| Finalista | 36.  | 16 d'abril de 2007     | Houston                                              | Terra batuda | Mark Knowles           | Bob Bryan Mike Bryan                 | 6−7(3), 4−6                 |
| Guanyador | 47.  | 11 de juny de 2007     | Roland Garros                                        | Terra batuda | Mark Knowles           | Lukáš Dlouhý Pavel Vízner            | 2−6, 6−3, 6−4               |
| Guanyador | 48.  | 17 de juny de 2007     | Queen's (2)                                          | Gespa        | Mark Knowles           | Bob Bryan Mike Bryan                 | 7−6(4), 7−5                 |
| Guanyador | 49.  | 28 d'octubre de 2007   | Sant Petersburg (2)                                  | Moqueta (i)  | Nenad Zimonjić         | Jürgen Melzer Todd Perry             | 6−1, 7−6(3)                 |
| Finalista | 37.  | 3 de novembre de 2007  | París (3)                                            | Dura (i)     | Nenad Zimonjić         | Bob Bryan Mike Bryan                 | 3−6, 6−7(4)                 |
| Guanyador | 50.  | 18 de novembre de 2007 | ATP World Tour Finals, Xangai                        | Dura         | Mark Knowles           | Simon Aspelin Julian Knowle          | 6−2, 6−3                    |
| Finalista | 38.  | 13 de març de 2008     | Indian Wells                                         | Dura         | Nenad Zimonjić         | Jonathan Erlich Andy Ram             | 4−6, 4−6                    |
| Finalista | 39.  | 5 de maig de 2008      | Roma (2)                                             | Terra batuda | Nenad Zimonjić         | Bob Bryan Mike Bryan                 | 6−3, 4−6, [8−10]            |
| Guanyador | 51.  | 18 de maig de 2008     | Hamburg (3)                                          | Terra batuda | Nenad Zimonjić         | Bob Bryan Mike Bryan                 | 6−4, 5−7, [10−8]            |
| Finalista | 40.  | 25 de maig de 2008     | Roland Garros (3)                                    | Terra batuda | Nenad Zimonjić         | Pablo Cuevas Luis Horna              | 2−6, 3−6                    |
| Guanyador | 52.  | 15 de juny de 2008     | Queen's (3)                                          | Gespa        | Nenad Zimonjić         | Marcelo Melo André Sá                | 6−4, 7−6(3)                 |
| Guanyador | 53.  | 5 de juliol de 2008    | Wimbledon                                            | Gespa        | Nenad Zimonjić         | Jonas Björkman Kevin Ullyett         | 7−6(12), 6−7(3), 6−3, 6−3   |
| Guanyador | 54.  | 27 de juliol de 2008   | Toronto (2)                                          | Dura         | Nenad Zimonjić         | Bob Bryan Mike Bryan                 | 6−2, 4−6, [10−6]            |
| Guanyador | 55.  | 16 de novembre de 2008 | ATP World Tour Finals, Xangai (2)                    | Dura         | Nenad Zimonjić         | Bob Bryan Mike Bryan                 | 7−6(3), 6−2                 |
| Finalista | 41.  | 9 de gener de 2009     | Doha                                                 | Dura         | Nenad Zimonjić         | Marc López Rafael Nadal              | 6−4, 4−6, [8−10]            |
| Finalista | 42.  | 17 de gener de 2009    | Sydney (3)                                           | Dura         | Nenad Zimonjić         | Bob Bryan Mike Bryan                 | 1−6, 6−7(3)                 |
| Guanyador | 56.  | 15 de febrer de 2009   | Rotterdam                                            | Dura (i)     | Nenad Zimonjić         | Lukáš Dlouhý Leander Paes            | 6−2, 7−5                    |
| Guanyador | 57.  | 19 d'abril de 2009     | Montecarlo, Mónaco                                   | Terra batuda | Nenad Zimonjić         | Bob Bryan Mike Bryan                 | 6−4, 6−1                    |
| Guanyador | 58.  | 26 d'abril de 2009     | Barcelona (3)                                        | Terra batuda | Nenad Zimonjić         | Mahesh Bhupathi Mark Knowles         | 6−3, 7−6(9)                 |
| Guanyador | 59.  | 3 de maig de 2009      | Roma (3)                                             | Terra batuda | Nenad Zimonjić         | Bob Bryan Mike Bryan                 | 7−6(5), 6−3                 |
| Guanyador | 60.  | 17 de maig de 2009     | Madrid (4)                                           | Terra batuda | Nenad Zimonjić         | Simon Aspelin Wesley Moodie          | 6−4, 6−4                    |
| Guanyador | 61.  | 4 de juliol de 2009    | Wimbledon (2)                                        | Gespa        | Nenad Zimonjić         | Bob Bryan Mike Bryan                 | 7−6(7), 6−7(3), 7−6(3), 6−3 |
| Guanyador | 62.  | 23 d'agost de 2009     | Cincinnati (4)                                       | Dura         | Nenad Zimonjić         | Bob Bryan Mike Bryan                 | 3−6, 7−6(2), [15−13]        |
| Guanyador | 63.  | 8 de novembre de 2009  | Basilea (3)                                          | Dura (i)     | Nenad Zimonjić         | Bob Bryan Mike Bryan                 | 6−2, 6−3                    |
| Guanyador | 64.  | 15 de novembre de 2009 | París                                                | Dura (i)     | Nenad Zimonjić         | Marcel Granollers Tommy Robredo      | 6−3, 6−4                    |
| Guanyador | 65.  | 16 de gener de 2010    | Sydney (3)                                           | Dura         | Nenad Zimonjić         | Ross Hutchins Jordan Kerr            | 6−3, 7−6(5)                 |
| Finalista | 43.  | 30 de gener de 2010    | Open d'Austràlia (3)                                 | Dura         | Nenad Zimonjić         | Bob Bryan Mike Bryan                 | 3−6, 7−6(5), 3−6            |
| Guanyador | 66.  | 14 de febrer de 2010   | Rotterdam (2)                                        | Dura (i)     | Nenad Zimonjić         | Simon Aspelin Paul Hanley            | 6−4, 4−6, [10−7]            |
| Finalista | 44.  | 11 de març de 2010     | Indian Wells (2)                                     | Dura         | Nenad Zimonjić         | Marc López Rafael Nadal              | 6−7(8), 3−6                 |
| Guanyador | 67.  | 18 d'abril de 2010     | Montecarlo (2)                                       | Terra batuda | Nenad Zimonjić         | Mahesh Bhupathi Maks Mirni           | 6−3, 2−0, retirada          |
| Guanyador | 68.  | 25 d'abril de 2010     | Barcelona (4)                                        | Terra batuda | Nenad Zimonjić         | Lleyton Hewitt Mark Knowles          | 4−6, 6−3, [10−6]            |
| Finalista | 45.  | 9 de maig de 2010      | Madrid (2)                                           | Terra batuda | Nenad Zimonjić         | Bob Bryan Mike Bryan                 | 3−6, 4−6                    |
| Guanyador | 69.  | 5 de juny de 2010      | Roland Garros (2)                                    | Terra batuda | Nenad Zimonjić         | Lukáš Dlouhý Leander Paes            | 7−5, 6−2                    |
| Guanyador | 70.  | 31 d'octubre de 2010   | Viena (2)                                            | Dura (i)     | Nenad Zimonjić         | Mariusz Fyrstenberg Marcin Matkowski | 7−5, 3−6, [10−5]            |
| Finalista | 46.  | 7 de novembre de 2010  | Basilea (2)                                          | Dura (i)     | Nenad Zimonjić         | Bob Bryan Mike Bryan                 | 3−6, 6−3, [3−10]            |
| Guanyador | 71.  | 28 de novembre de 2010 | ATP World Tour Finals, Londres, Regne Unit (3)       | Dura (i)     | Nenad Zimonjić         | Mahesh Bhupathi Maks Mirni           | 7−6(6), 6−4                 |
| Guanyador | 72.  | 20 de febrer de 2011   | Memphis (3)                                          | Dura (i)     | Maks Mirni             | Eric Butorac Jean-Julien Rojer       | 6−2, 6−7(6), [10−3]         |
| Finalista | 47.  | 23 de març de 2011     | Miami (2)                                            | Dura         | Maks Mirni             | Mahesh Bhupathi Leander Paes         | 7−6(5), 2−6, [5−10]         |
| Guanyador | 73.  | 4 de juny de 2011      | Roland Garros (3)                                    | Terra batuda | Maks Mirni             | Juan Sebastián Cabal Eduardo Schwank | 7−6(3), 3−6, 6−4            |
| Guanyador | 74.  | 16 d'octubre de 2011   | Xangai, Xina                                         | Dura         | Maks Mirni             | Michaël Llodra Nenad Zimonjić        | 3−6, 6−1, [12−10]           |
| Finalista | 48.  | 30 d'octubre de 2011   | Viena                                                | Dura (i)     | Maks Mirni             | Bob Bryan Mike Bryan                 | 6−7(10), 3−6                |
| Finalista | 49.  | 5 de novembre de 2011  | Basilea (3)                                          | Dura (i)     | Maks Mirni             | Michaël Llodra Nenad Zimonjić        | 4−6, 5−7                    |
| Guanyador | 75.  | 27 de novembre de 2011 | ATP World Tour Finals, Londres (4)                   | Dura (i)     | Maks Mirni             | Mariusz Fyrstenberg Marcin Matkowski | 7−5, 6−3                    |
| Guanyador | 76.  | 8 de gener de 2012     | Brisbane, Austràlia                                  | Dura         | Maks Mirni             | Jürgen Melzer Philipp Petzschner     | 6−1, 6−2                    |
| Guanyador | 77.  | 26 de febrer de 2012   | Memphis (4)                                          | Dura (i)     | Maks Mirni             | Ivan Dodig Marcelo Melo              | 4−6, 7−5, [10−7]            |
| Finalista | 50.  | 23 de març de 2011     | Miami (3)                                            | Dura         | Maks Mirni             | Leander Paes Radek Štěpánek          | 6−3, 1−6, [8−10]            |
| Finalista | 51.  | 15 d'abril de 2012     | Montecarlo                                           | Terra batuda | Maks Mirni             | Bob Bryan Mike Bryan                 | 2−6, 3−6                    |
| Guanyador | 78.  | 9 de juny de 2012      | Roland Garros (4)                                    | Terra batuda | Maks Mirni             | Bob Bryan Mike Bryan                 | 6−4, 6−4                    |
| Guanyador | 79.  | 17 de juny de 2012     | Queen's (4)                                          | Gespa        | Maks Mirni             | Bob Bryan Mike Bryan                 | 6−3, 6−4                    |
| Guanyador | 80.  | 28 d'octubre de 2012   | Basilea (4)                                          | Dura (i)     | Nenad Zimonjić         | Treat Conrad Huey Dominic Inglot     | 7−5, 6−7(4), [10−5]         |
| Finalista | 52.  | 28 d'abril de 2013     | Barcelona                                            | Terra batuda | Robert Lindstedt       | Alexander Peya Bruno Soares          | 7−5, 6−7(7), [4−10]         |
| Guanyador | 81.  | 24 d'agost de 2013     | Winston-Salem, Estats Units                          | Dura         | Leander Paes           | Treat Conrad Huey Dominic Inglot     | 7−6(10), 7−5                |
| Finalista | 53.  | 20 d'octubre de 2013   | Viena (2)                                            | Dura (i)     | Julian Knowle          | Florin Mergea Lukáš Rosol            | 5−7, 4−6                    |
| Guanyador | 82.  | 5 de gener de 2014     | Brisbane (2)                                         | Dura         | Mariusz Fyrstenberg    | Juan Sebastián Cabal Robert Farah    | 6−7(4), 6−4, [10−7]         |
| Guanyador | 83.  | 11 de gener de 2014    | Sydney (4)                                           | Dura         | Nenad Zimonjić         | Rohan Bopanna Aisam-ul-Haq Qureshi   | 7−6(3), 7−6(3)              |
| Finalista | 54.  | 1 de març de 2014      | Dubai (3)                                            | Dura         | Nenad Zimonjić         | Rohan Bopanna Aisam-ul-Haq Qureshi   | 4−6, 3−6                    |
| Finalista | 55.  | 27 d'abril de 2014     | Barcelona (2)                                        | Terra batuda | Nenad Zimonjić         | Jesse Huta Galung Stéphane Robert    | 3−6, 3−6                    |
| Guanyador | 84.  | 11 de maig de 2014     | Madrid (5)                                           | Terra batuda | Nenad Zimonjić         | Bob Bryan Mike Bryan                 | 6−4, 6−2                    |
| Guanyador | 85.  | 18 de maig de 2014     | Roma (4)                                             | Terra batuda | Nenad Zimonjić         | Robin Haase Feliciano López          | 6−4, 7−6(2)                 |
| Guanyador | 86.  | 17 de gener de 2015    | Sydney (5)                                           | Dura         | Rohan Bopanna          | Jean-Julien Rojer Horia Tecău        | 6−4, 7−6(5)                 |
| Guanyador | 87.  | 28 de febrer de 2015   | Dubai (2)                                            | Dura         | Rohan Bopanna          | Aisam-Ul-Haq Qureshi Nenad Zimonjić  | 6−4, 6−1                    |
| Finalista | 56.  | 16 d'agost de 2015     | Mont-real (3)                                        | Dura         | Édouard Roger-Vasselin | Bob Bryan Mike Bryan                 | 6−7(5), 6−3, [6−10]         |
| Guanyador | 88.  | 23 d'agost de 2015     | Cincinnati (5)                                       | Dura         | Édouard Roger-Vasselin | Marcin Matkowski Nenad Zimonjić      | 6−2, 6−2                    |
| Finalista | 57.  | 11 d'octubre de 2015   | Pequín, Xina                                         | Dura         | Édouard Roger-Vasselin | Vasek Pospisil Jack Sock             | 6−3, 3−6, [6−10]            |
| Guanyador | 89.  | 25 de juny de 2016     | Nottingham                                           | Gespa        | Dominic Inglot         | Ivan Dodig Marcelo Melo              | 7−5, 7−6(4)                 |
| Finalista | 58.  | 17 de maig de 2016     | Hamburg (3)                                          | Terra batuda | Aisam-ul-Haq Qureshi   | Henri Kontinen John Peers            | 5−7, 3−6                    |
| Guanyador | 90.  | 24 de juliol de 2016   | Washington DC, Estats Units                          | Dura         | Édouard Roger-Vasselin | Łukasz Kubot Alexander Peya          | 7−6(3), 7−6(4)              |
| Guanyador | 91.  | 23 d'octubre de 2016   | Anvers, Bèlgica                                      | Dura (i)     | Édouard Roger-Vasselin | Pierre-Hugues Herbert Nicolas Mahut  | 6−4, 6−4                    |

### Dobles mixts: 9 (4−5)
| Resultat  | Núm. | Data                | Torneig                     | Superfície   | Parella              | Oponents en la final              | Marcador         |
| --------- | ---- | ------------------- | --------------------------- | ------------ | -------------------- | --------------------------------- | ---------------- |
| Finalista | 1.   | 25 d'agost de 2003  | US Open, Estats Units       | Dura         | Lina Krasnoroutskaya | Katarina Srebotnik Bob Bryan      | 7−5, 5−7, [5−10] |
| Finalista | 2.   | 16 de gener de 2006 | Open d'Austràlia, Austràlia | Dura         | Elena Likhovtseva    | Martina Hingis Mahesh Bhupathi    | 3−6, 3−6         |
| Finalista | 3.   | 29 de maig de 2006  | Roland Garros, França       | Terra batuda | Elena Likhovtseva    | Katarina Srebotnik Nenad Zimonjić | 3−6, 4−6         |
| Guanyador | 1.   | 15 de gener de 2007 | Open d'Austràlia            | Dura         | Elena Likhovtseva    | Viktória Azàrenka Maks Mirni      | 6−4, 6−4         |
| Guanyador | 2.   | 17 de gener de 2011 | Open d'Austràlia (2)        | Dura         | Katarina Srebotnik   | Yung-Jan Chan Paul Hanley         | 6−3, 3−6, [10−7] |
| Finalista | 4.   | 26 de maig de 2013  | Roland Garros (2)           | Terra batuda | Kristina Mladenovic  | Lucie Hradecká František Čermák   | 6−1, 4−6, [6−10] |
| Guanyador | 3.   | 24 de juny de 2013  | Wimbledon, Regne Unit       | Gespa        | Kristina Mladenovic  | Lisa Raymond Bruno Soares         | 5−7, 6−2, 8−6    |
| Guanyador | 4.   | 13 de gener de 2014 | Open d'Austràlia (3)        | Dura         | Kristina Mladenovic  | Sania Mirza Horia Tecău           | 6−3, 6−2         |
| Finalista | 5.   | 1 de febrer de 2015 | Open d'Austràlia (2)        | Dura         | Kristina Mladenovic  | Martina Hingis Leander Paes       | 4−6, 3−6         |

## Trajectòria en Grand Slams

### Individual
| Open d'Austràlia | 1R  | A   | Q2  | 2R  | 1R  | 1R  | 3R  | 3R | A   | 3R  | 0 / 7 | 7 − 7  |
| Roland Garros | A   | A   | A   | A   | Q3  | 1R  | 1R  | 1R | Q1  | A   | 0 / 3 | 0 − 3  |
| Wimbledon | Q1  | Q2  | Q1  | 2R  | 1R  | 1R  | 1R  | 4R | 2R  | 2R  | 0 / 7 | 6 − 7  |
| US Open | Q3  | 1R  | Q1  | 1R  | A   | 1R  | 1R  | 1R | 2R  | A   | 0 / 6 | 2 − 6  |
| Rànquing a final d'any | 238 | 189 | 171 | 177 | 112 | 107 | 106 | 86 | 220 | 219 |       | 85−118 |
| Llegenda: G: Guanyador; F: Finalista; SF: Semifinalista; QF: Quarts de final; Q: Qualificació; A: Absent; RR: Round Robin; |     |     |     |     |     |     |     |    |     |     |       |        |

### Dobles
| Torneig | 1993        | 1994        | 1995        | 1996  | 1997        | 1998        | 1999        | 2000  | 2001        | 2002        | 2003        | 2004  | 2005        | 2006        | 2007        | 2008  | 2009        | 2010        | 2011        | 2012  | 2013        | 2014        | 2015        | Títols  | V − D   |
| --- | ----------- | ----------- | ----------- | ----- | ----------- | ----------- | ----------- | ----- | ----------- | ----------- | ----------- | ----- | ----------- | ----------- | ----------- | ----- | ----------- | ----------- | ----------- | ----- | ----------- | ----------- | ----------- | ------- | ------- |
| Open d'Austràlia | A           | QF          | F           | QF    | QF          | 1R          | 2R          | A     | QF          | G           | F           | QF    | 1R          | 1R          | SF          | QF    | 2R          | F           | SF          | SF    | 3R          | SF          | 2R          | 1 / 21  | 60 − 20 |
| Roland Garros | A           | A           | A           | 2R    | 2R          | F           | 2R          | QF    | 3R          | F           | 3R          | QF    | SF          | 2R          | G           | F     | SF          | G           | G           | G     | 2R          | QF          | 3R          | 4 / 20  | 67 − 15 |
| Wimbledon | Q2          | 1R          | SF          | 3R    | 3R          | 3R          | SF          | QF    | 2R          | F           | QF          | SF    | A           | SF          | QF          | G     | G           | 2R          | 2R          | 2R    | QF          | QF          | 3R          | 2 / 21  | 59 − 19 |
| US Open | A           | 2R          | QF          | 1R    | 3R          | F           | 1R          | QF    | 3R          | QF          | SF          | G     | 1R          | 3R          | QF          | 3R    | QF          | 3R          | 2R          | 1R    | 3R          | 3R          | 3R          | 1 / 22  | 47 − 21 |
| ATP World Tour Finals | A           | A           | RR          | RR    | RR          | F           | A           | A     | A           | NC          | SF          | SF    | RR          | F           | G           | G     | RR          | G           | G           | RR    | A           | RR          |             | 4 / 15  | 34 − 23 |
| Jocs Olímpics | No celebrat | No celebrat | No celebrat | 2R    | No celebrat | No celebrat | No celebrat | G     | No celebrat | No celebrat | No celebrat | 2R    | No celebrat | No celebrat | No celebrat | 1R    | No celebrat | No celebrat | No celebrat | 2R    | No celebrat | No celebrat | No celebrat | 1 / 5   | 8 − 4   |
| Total Victòries/Derrotes                                                                                                   | 7−4         | 15−12       | 35−18       | 34−14 | 32−18       | 45−17       | 31−16       | 41−11 | 40−15       | 67−16       | 58−17       | 63−21 | 43−18       | 50−20       | 55−27       | 49−21 | 58−16       | 58−19       | 49−19       | 47−21 | 34−25       | 35−9        |             | 945−373 | 945−373 |
| Rànquing a final d'any | 117         | 75          | 10          | 11    | 18          | 7           | 27          | 13    | 10          | 2           | 7           | 1     | 8           | 5           | 3           | 1     | 3           | 3           | 3           | 5     | 25          |             |             |         |         |
| Llegenda: G: Guanyador; F: Finalista; SF: Semifinalista; QF: Quarts de final; Q: Qualificació; A: Absent; RR: Round Robin; |             |             |             |       |             |             |             |       |             |             |             |       |             |             |             |       |             |             |             |       |             |             |             |         |         |

### Dobles mixts
| Open d'Austràlia | 2R | 1R | A  | A | A | A | A | 2R | 1R | QF | F  | G  | 1R | QF | 2R | G  | A  | A  | G  | F  | 3 / 13 | 29 − 10 |
| Roland Garros | A  | A  | A  | A | A | A | A | 1R | 2R | 2R | F  | 1R | 1R | 2R | 1R | 1R | 1R | F  | QF | 2R | 0 / 13 | 14 − 13 |
| Wimbledon | A  | A  | 1R | A | A | A | A | 2R | 3R | A  | QF | SF | QF | 3R | 3R | SF | QF | G  | SF | QF | 1 / 13 | 29 − 12 |
| US Open | A  | QF | 2R | A | A | A | A | F  | SF | 2R | 1R | 1R | 1R | 2R | SF | 2R | 2R | SF | 1R | A  | 0 / 14 | 18 − 14 |
| Llegenda: G: Guanyador; F: Finalista; SF: Semifinalista; QF: Quarts de final; Q: Qualificació; A: Absent; RR: Round Robin; |    |    |    |   |   |   |   |    |    |    |    |    |    |    |    |    |    |    |    |    |        |         |

## Guardons
- Parella de l'any ATP (2002, 2004, 2008)
- Campió de dobles ITF (2002, 2008)
- Tennista canadenc de l'any (1997, 2000, 2001, 2003, 2004, 2005, 2007, 2008, 2009, 2010)